# Anthony Ernst Mary Duynstee

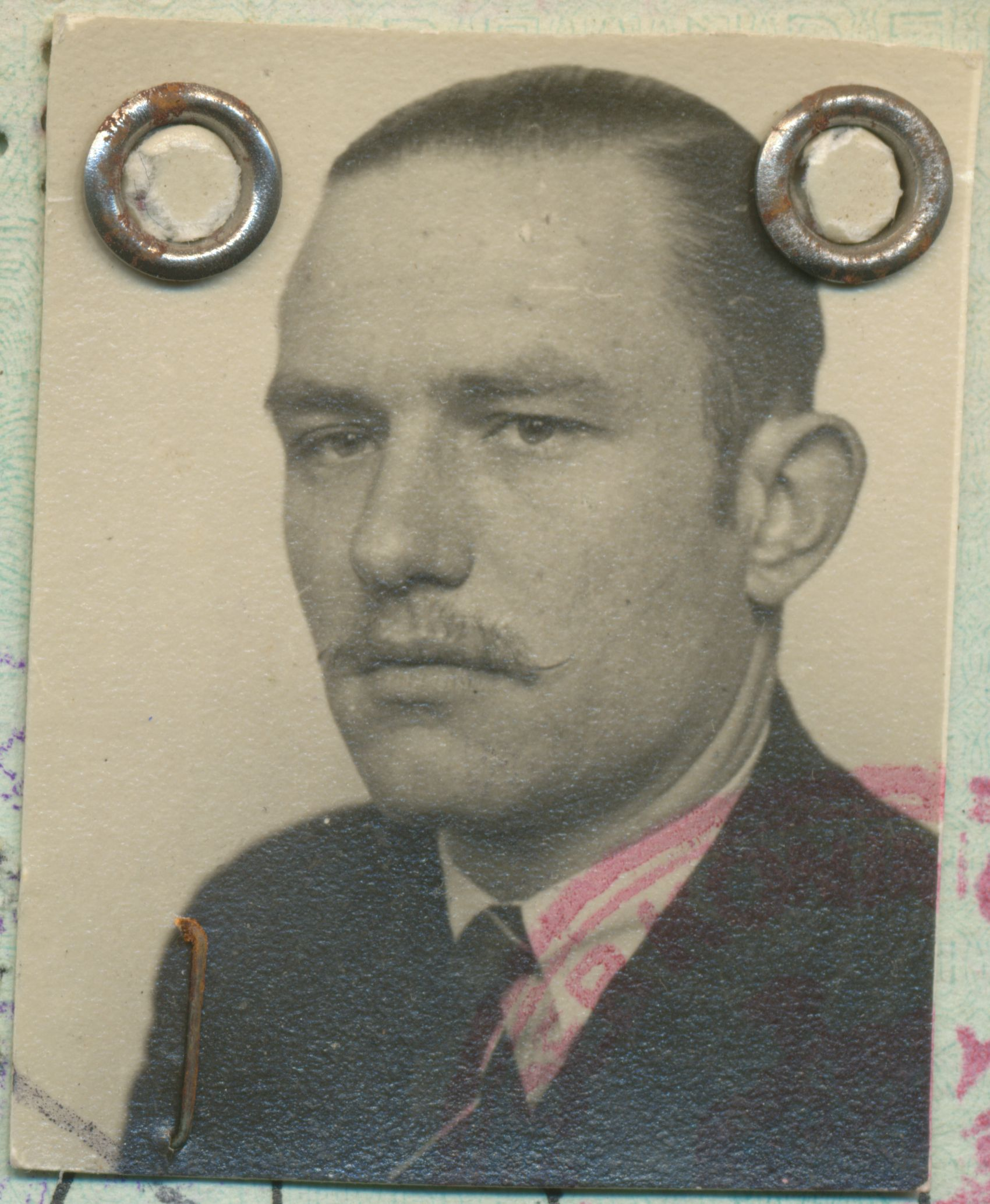
Anthony Ernst Mary Duynstee, Ende 1944

Anthony Ernst Mary „Bob“ Duynstee (* 24. Dezember 1920 in Amsterdam; † 9. Mai 2014 in Maastricht) war ein niederländischer Politiker der Katholiek Nationale Partij (KNP) sowie zuletzt der Katholieke Volkspartij (KVP), der unter anderem mehr als zehn Jahre lang Mitglied der Zweiten Kammer der Generalstaaten sowie Staatssekretär im Verteidigungsministerium war.

## Leben
Anthony Ernst Mary DuynsteeD, ein Enkel des Richters und Politikers Theodorus Johannes Antonius Duynstee, absolvierte nach dem Besuch der Römisch-Katholischen Grundschule, der Römisch-Katholischen Mittelschule in Maastricht und dem Römisch-Katholischen Sint Canisius-Gymnasium in Nijmegen zwischen 1939 und 1941 ein Studium am Clongowes Wood College in Clane sowie von 1945 bis 1947 ein grundständiges Studium der Handelsbetriebslehre am University College Dublin, das er mit einem Bachelor of Commerce abschloss. Ein darauf folgendes postgraduales Studium der Wirtschaftswissenschaft am University College Dublin beendete er 1947 mit einem Master of Economic Science mit einer Arbeit zum Thema Keynes theory of full employment and public finance.
Im Anschluss arbeitete Duynstee zwischen 1948 und 1952 als Leiter des Büros für skandinavische Länder bei der OECD sowie von 1952 bis 1956 als Leiter des Büros für internationale Zusammenarbeit der Abteilung Auslandsbeziehungen der KLM Royal Dutch Airlines.
Duynstee, der ursprünglich Mitglied der Katholiek Nationale Partij (KNP) war sowie 1955 der Katholieke Volkspartij (KVP) beitrat, wurde am 3. Juli 1956 Mitglied der Zweitenkammer der Generalstaaten und gehörte dieser bis zum 22. Februar 1967 mehr als zehn Jahre lang an. Während dieser Zeit war er zwischen Januar 1962 und Mai 1967 auch Mitglied der gemeinsamen Sitzungen von Europarat und Westeuropäischer Union (WEU). Am 29. April 1966 wurde ihm das Ritterkreuz des Ordens vom Niederländischen Löwen verliehen.
Am 18. April 1967 wurde Duynstee von Ministerpräsident Piet de Jong zum Staatssekretär für Angelegenheiten der Luftstreitkräfte (Koninklijke Luchtmacht) im Verteidigungsministerium berufen und übte dieses Amt im Kabinett De Jong bis zum 6. Juli 1971 aus. Nach seinem Ausscheiden aus der Regierung wurde er am 17. Juli 1971 zum Kommandeur des Ordens von Oranien-Nassau ernannt.